# Celler d'Areni-1
El Celler Areni-1 és un antic celler descobert al 2007 a les coves Areni-1 del llogaret d'Areni, a la província de Vaiots Dzor d'Armènia per un equip d'arqueòlegs armenis i irlandesos. Les excavacions van ser dutes a terme per Boris Gasparyan, de l'Institut d'Arqueologia i Etnografia de l'Acadèmia Nacional de Ciències de la República d'Armènia, i Ron Pinhasi, de laUniversitat de Cork (Irlanda), i tingueren recolzament de la Fundació Gfoeller (Estats Units) i la Universitat de Cork. El 2008, la Universitat de Califòrnia de Los Angeles (UCLA) també s'afegí amb Gregory Areshian com a codirector del Projecte Areni. De llavors ençà, les excavacions han estat patrocinades també per la UCLA i la National Geographic Society, i s'acabaren el 2010.
El celler conté de barriques per a la fermentació del vi, una premsa de vi, tenalles d'emmagatzematge, bocins de ceràmica, i sembla ser mil anys més antic que el celler desenterrat a Cisjordània (Palestina) el 1963, que és el segon més antic conegut actualment.
La Sabata d'Areni-1 es va trobar en la mateixa cova el 2008.

## Descobriment
Les excavacions fetes al jaciment d'Areni-1 van començar el 2007 i es prolongaren fins a setembre del 2010. Arqueòlegs armenis, estatunidencs i irlandesos en desenterraren una gran barrica ben conservada de 60 cm de profunditat, juntament amb una pileta d'1m de llarga, i una pila d'argila coberta de malvidina. A més a més, s'hi van trobar llavors de raïm, restes de raïm premsat, prunes seques, nous i vinyes dissecades. Hi havia gots per a beure, al costat d'un grup de tombes, la qual cosa indica que el lloc s'emprava per a cerimònies fúnebres i pràctiques rituals.
La cova fou abandonada després que se n'esfondrà el sostre, i el material orgànic es va conservar gràcies als excrements de les ovelles, que impediren que els fongs destruïssin les restes.

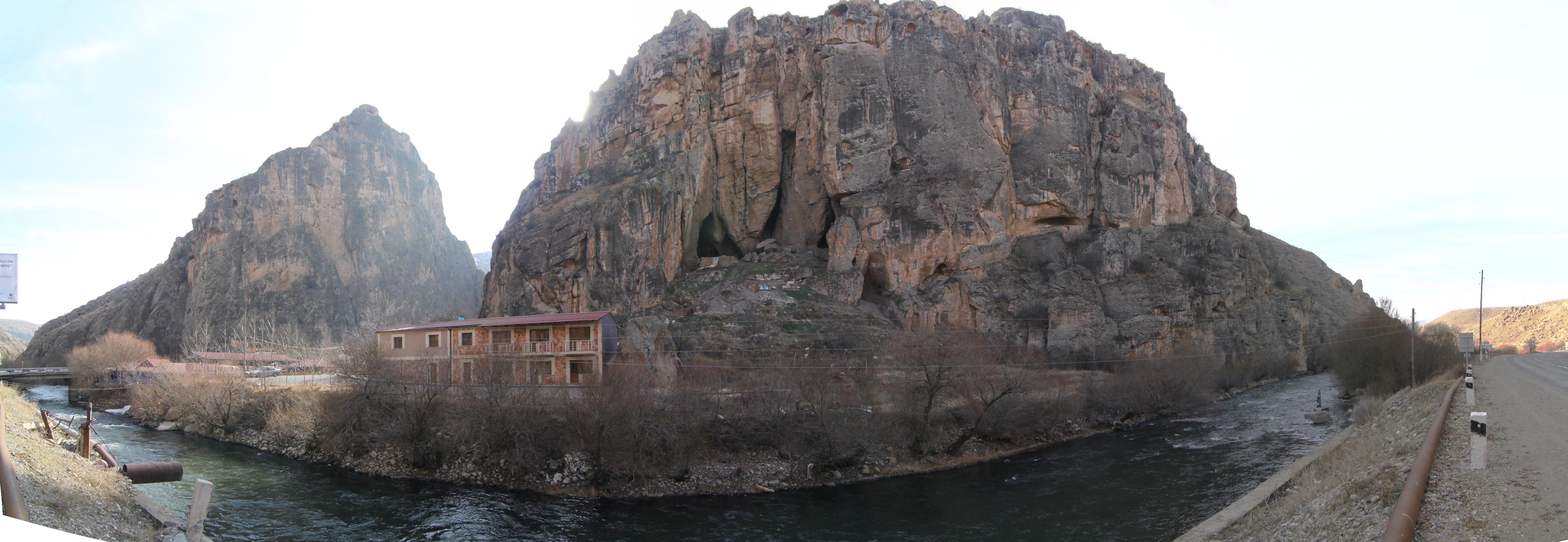
Panorama de l'emplaçament d'Areni-1 al llarg del riu Arpa

## Anàlisi
Els resultats de l'anàlisi bioquímica dels residus del fons de l'almàssera i de les àmfores d'emmagatzematge realitzada per Hans Barnard i la UCLA es publicaren en el Journal of Archaeological Science al gener del 2011.
Unes anàlisis botàniques i proves de datació per radiocarboni fetes en la Universitat de Califòrnia d'Irvine i la Universitat d'Oxford han revelat la datació del celler d'Areni-1 al voltant dels anys 4100 i 4000 abans de la nostra era, o Eneolític. Segons Areshian, els vinaters premsaven el raïm amb els peus en la pila d'argila, el suc del qual s'escorria a la bota, on romania per a fermentar fins a ser emmagatzemat en tenalles. La capacitat de la bota s'ha calculat en uns 14-15 galons.
Segons Areshian, el descobriment del celler ha aportat més coneixement a l'estudi de l'horticultura. Patrick E. McGovern, arqueòleg biomolecular de la Universitat de Pennsylvania, ha destacat la importància del descobriment, descrivint-lo com a «important i únic, perquè indica la producció de vi a gran escala, cosa que implicaria, crec, que el raïm ja havia estat domesticat».
Es desconeix la identitat de les persones que vivien a la zona en aquella època, tot i que alguns investigadors han suggerit que podrien pertànyer a la cultura Kura-Araxes i que podrien haver estat involucrats en el comerç.